# Lispe pennitarsis
Lispe pennitarsis este o specie de muște din genul Lispe, familia Muscidae, descrisă de Stein în anul 1918.
Este endemică în Madagascar. Conform Catalogue of Life specia Lispe pennitarsis nu are subspecii cunoscute.